# Кацуаки Ватанабе
Кацуаки Ватанабе (енгл. Katsuaki Watanabe; Мије, 13. фебруар 1952) је председник Тојоте.